# Interferon beta-1b
Interferon beta-1b (IFN-β1b) – rodzaj białka z grupy interferonów. Stosowany do leczenia stwardnienia rozsianego. Znany pod nazwami handlowymi Betaferon (rynek europejski) lub Betaseron (rynek amerykański i kanadyjski).

## DziałanieBetaferonu
Stwardnienie rozsiane jest chorobą ośrodkowego układu nerwowego (mózg i rdzeń kręgowy) i jej dokładna przyczyna nie jest znana. Uważa się, że ważną rolę w procesie, który uszkadza OUN, odgrywa nieprawidłowa odpowiedź układu immunologicznego organizmu.
Wykazano, że interferon beta-1b modyfikuje odpowiedź układu immunologicznego, co sprzyja zmniejszaniu aktywności choroby.

## Wskazania do stosowaniaBetaferonu
Betaferon jest wskazany do stosowania wśród pacjentów, u których po raz pierwszy wystąpiły objawy wskazujące na wysokie ryzyko wystąpienia stwardnienia rozsianego. Przed rozpoczęciem leczenia lekarz wykluczy wszelkie inne powody, które mogłyby tłumaczyć wystąpienie tych objawów.
Betaferon wskazany jest również w leczeniu ustępująco-nawracającej postaci stwardnienia rozsianego u pacjentów leczonych ambulatoryjnie (zdolnych do poruszania się bez pomocy), u których w ciągu ostatnich dwóch lat wystąpiły co najmniej dwa rzuty choroby z całkowitym lub częściowym ustąpieniem zaburzeń neurologicznych. W tej grupie pacjentów betaferon zmniejsza częstość oraz stopień nasilania rzutów choroby, jak również liczba przypadków wymagających hospitalizacji oraz wydłuża okres remisji.
Betaferon wskazany jest ponadto u pacjentów wtórnie postępującą postacią stwardnienia rozsianego w czynnym stadium choroby, potwierdzonym rzutami. U tych pacjentów Betaferon zwalnia postęp niesprawności oraz zmniejsza częstotliwość rzutów choroby.